# Turzyca loarska
Turzyca loarska (Carex colchica J.Gay) – gatunek byliny należący do rodziny ciborowatych. Występuje w Europie i zachodniej Azji. W Polsce gatunek rzadki i objęty ochroną.

## Rozmieszczenie geograficzne
Występuje w Europie i zachodniej Azji. Na zachodzie sięga Francji, a na wschodzie zachodniej Syberii i Kazachstanu. Na północy sięga po Szwecję i kraje bałtyckie, na południu po Włochy, Grecję, Turcję i rejon Kaukazu. W Polsce ma liczne stanowiska w dolinie Wisły poniżej Włocławka, poza tym rozproszona w rejonie Zatoki Gdańskiej i w zachodniej części kraju, głównie w dolinie Odry i Warty.

## Morfologia

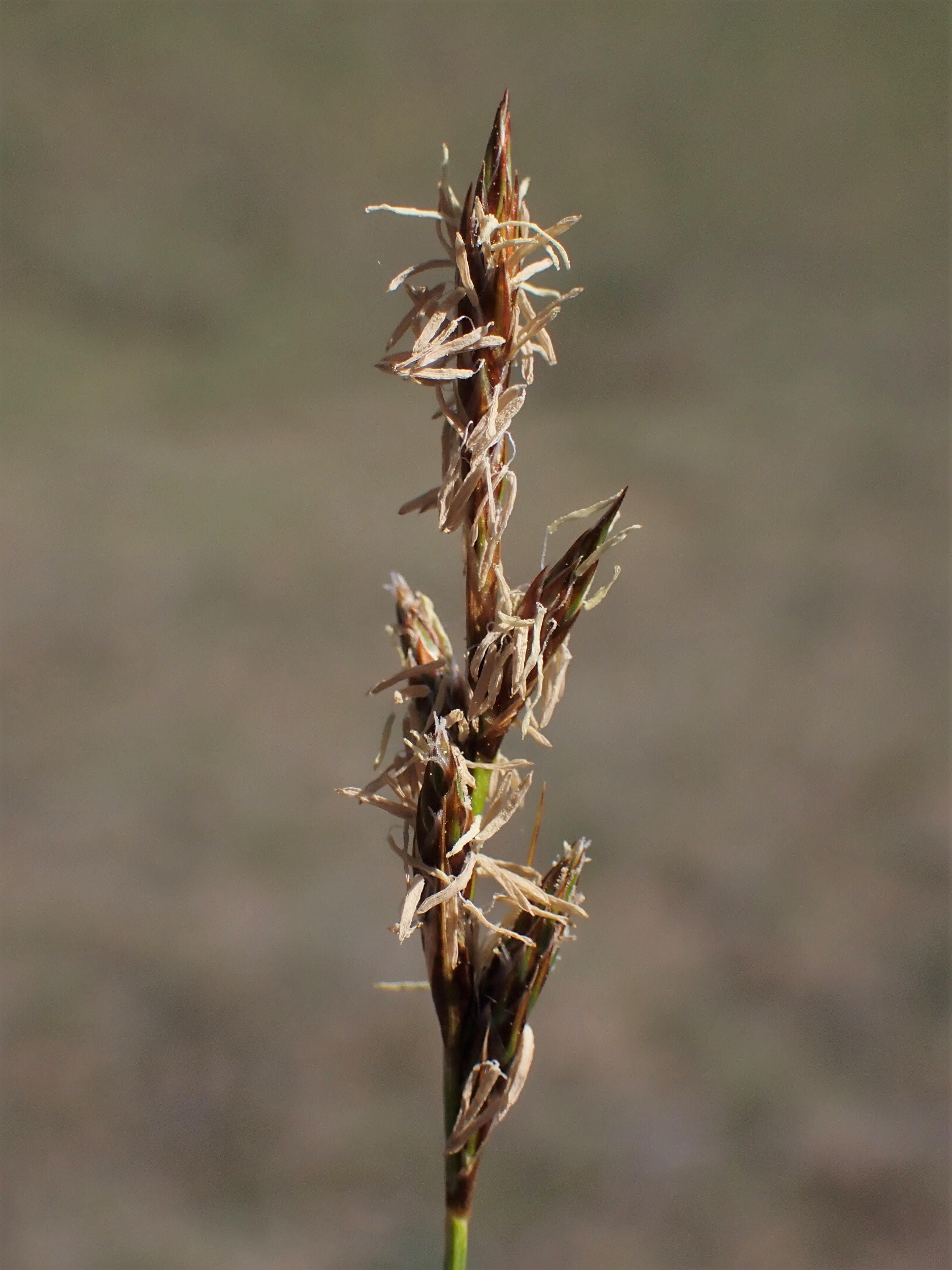
Kwiatostan

PokrójRoślina zielna.
ŁodygaWzniesiona, dorastająca do 20–50 cm wysokości, u nasady zwykle otoczona jasnobrązowymi pochwami liściowymi.
LiścieKrótsze niż łodyga, o szerokości 1–2 mm.
OwoceOwalna niełupka o rozmiarach 4-4,5 na 2,1–2,4 mm, zwykle ze szczeliną i wąskimi skrzydełkami w górnej części. Nasiona owalno-romboidalne, spłaszczone bocznie, z niewielkim dzióbkiem na wierzchołku, ciemnobrązowe.

## Biologia i ekologia
Liczba chromosomów: 2n = 58.

## Zagrożenia i ochrona
Od 2014 roku turzyca loarska jest objęta w Polsce częściową ochroną gatunkową. W Polskiej czerwonej księdze roślin posiada kategorię VU (narażony). Tę samą kategorię posiada na polskiej czerwonej liście.